# Aristida parvula
Aristida parvula är en gräsart som först beskrevs av Christian Gottfried Daniel Nees von Esenbeck, och fick sitt nu gällande namn av De Winter. Aristida parvula ingår i släktet Aristida och familjen gräs. Inga underarter finns listade i Catalogue of Life.